# Barsebäck Kraft
Barsebäck Kraft Aktiebolag är ett svenskt privat bolag som förvaltar den nedlagda kärnkraftsanläggningen Barsebäcksverket och förbereder inför rivningen som beräknas starta under 2020-talet, när det finns ett förvar som kan ta emot det radioaktiva avfallet.
Den 30 november 1999 kom staten, dåvarande Sydkraft AB och Vattenfall AB överens om en uppgörelse att stänga Barsebäck 1. Den 31 maj 2005 stängdes Barsebäck 2 efter ett beslut av den sittande regeringen. Staten betalade ut totalt 2,3 miljarder SEK mellan 2005 och 2017 till Barsebäck Kraft för att täcka upp deras kostnader för bland annat servicedrift av kärnkraftsanläggningen. Från och med juli 2017 kommer verksamheten till stora delar att finansieras via fonderade medel ur Kärnavfallsfonden. I oktober 2022 meddelade Barsebäck Kraft AB att man ville inrätta  en energipark, Clean Energy Park, för att utveckla och forska på ny fossilfri energi. Man ville kunna koppla samman kärnkraft, vindkraft, solkraft och vätgasproduktion. Kärnkraften skulle, enligt bolaget, stå för den planerbara baskraften. Ett besked som senare tillbakavisades av den tyska ägaren Uniper, med de numera klassiska orden:" -Nein, Nein, Nein. Vare sig i Sverige eller någon annanstans har Uniper några planer på att bygga ny kärnkraft, det är fakta”.
Barsebäck Kraft AB är ett helägt dotterbolag till Sydkraft Nuclear Power AB, som också äger anläggningarna Barsebäck 1 och 2. Sydkraft Nuclear Power AB ingår i energikoncernen Uniper.